# Дом купца Хлопонина
Дом купца́ Хлопо́нина («Пала́ты боя́р Ромода́новских») — сохранившееся до наших дней одно из самых старых каменных зданий светской архитектуры г. Курска, построенное в середине XVIII века в архитектурном стиле Московской Руси XVI—XVIII веков. Расположено на пересечении улиц Гайдара и Пионеров по адресу улица Пионеров, 6. С конца 1993 года в здании размещается Курский государственный областной музей археологии. Памятник архитектуры федерального значения.

## История
Самым ранним документальным источником с упоминанием о доме купца Хлопонина является «Описание дворовых мест города Курска, согласно Высочайше конфирмованному плану 1782 г.», в котором дом и флигель в виде буквы «Г» нанесены на план, однако сведений о комплексе зданий в пояснении к плану нет.
Первым документально установленным владельцем усадьбы был купец I-й гильдии Семён Иванович Хлопонин, видная фигура в Курске конца XVIII века: он занимал должность ратмана городского магистрата, а затем и городского головы. В описании плана города 1792 года усадьба отмечена принадлежащей Хлопонину. Он приобрёл дом по купчей крепости и разместил в нём постоялый двор. Однако не установлено, у кого и когда приобретена усадьба Хлопониным.
25 июля 1810 года сын Хлопонина Дмитрий Семёнович продал усадьбу Петру Михайловичу Ветчинкину за 4500 рублей ассигнациями. В то время продаваемые постройки были ветхими: здания были без крыш, оконные рамы и полы разорены. Новый собственник основательно перестроил дом: к балкону была пристроена деревянная лестница, окна и двери обналичены, помещение в южной части здания приспособлено под кладовую, благодаря чему в нём сохранились сводчатый потолок, железные двери и решетки на окнах, другие помещения на первом и на втором этажах были переделаны под жилье. Часть здания сдавалась внаём квартирантам. 8 (21) мая 1907 года в снимаемой семьей инженера-путейца комнате появился на свет известный впоследствии курский архитектор Леонид Александрович Литошенко.
В 1913 году здание было приобретено у Ветчинкиных Курским Дворянским собранием за 18 тысяч рублей ассигнациями для устройства в нём музея в честь трёхсотлетия Дома Романовых. Дом был тщательно отреставрирован за два года, однако после Октябрьской революции оказался без хозяина, окрестное население постепенно растаскивало и расхищало его имущество, здание было опять полуразрушено. В 1922 году городское коммунальное хозяйство, в чьём ведении находился дом, выдало воинской части ордер на снятие части крыши и стропил.
В 1920-е годы музейные работники пытались привлечь внимание общественности к уникальному зданию, в 1922 году его передали губернскому музею, который из-за отсутствия средств для проведения ремонта стал сдавать дом в аренду. В начале тридцатых годов здание отремонтировали, сильно исказив его внешний вид. Только древнерусский теремок, размещённый на массивных восьмигранных колоннах, чётко сохранил своё лицо. В феврале 1936 года здесь открылся областной Дом юных туристов. Там же размещались общежитие для приезжих гостей, туристический музей, читальный зал, а ещё три комнаты были отданы редакции областной детской газеты «Пионер».
После Великой Отечественной войны бывший купеческий дом использовались в качестве склада промышленных товаров Облоно, а во флигеле разместился склад скобяных изделий и контора базы. Позднее «Палаты» использовали в качестве текстильного склада базы Курскснабсбыта, а во флигеле располагался склад гороно. В 1985 году здание покинули арендаторы, старинные постройки на пять лет остались без хозяина и в очередной раз были разграблены.
В 1990 году усадьба с постройками перешла на баланс Комитета по культуре Курской области. После окончания реставрационных работ в ней начал работать Курский государственный областной музей археологии.

## Архитектура
Двухэтажное мощное, похожее на крепость здание с массивными стенами толщиной от 80 до 90 сантиметров, сложенными из большемерного кирпича на известковом растворе и скреплёнными толстыми железными связями. Одна внутренняя стена имела ещё бо́льшую толщину — в ней располагалась потайная лестница. Перекрытия сводчатые, с креплением железными тяжами. Дом имеет простое очертание в плане в виде прямоугольника с примыкающим к главному фасаду массивным многоярусным крыльцом с полукруглыми арками (сводчатыми перекрытиями над двумя ярусами приземистых колонн), над которым возвышается квадратная башенка в виде теремка-мансарды на третьем этаже. Вход в здание решён арочным проёмом с гранёными опорами-столбами, а над крыльцом входа расположена крытая терраса с арками с трёх сторон. Здание асимметричное: его левая сторона длиннее и шире правой, что придаёт дому своеобразный колорит. Углы дома украшены рустованными пилястрами в виде выступов, а оконные проёмы обрамлены наличниками. Снаружи дом окрашен в насыщенно-бордовый цвет, а детали архитектурного декора выделены белым. На первом этаже располагается коридор, разделяющий это здание на две половины. Под ним были обширные и глубокие подвалы, от которых шёл подземный ход. Узкая крутая лестница ведёт в теремок и на чердак. Крыша четырёхскатная.

## Городские предания
С домом купца Хлопонина связано большое количество городских преданий. Изучение истории этого памятника архитектуры развеяло многие из этих легенд.

### Принадлежность здания воеводам Ромодановским
Длительное время дом купца Хлопонина называли «Палатами воевод Ромодановских», считалось, что дом построен более 300 лет назад и принадлежал им. Однако в наше время, основываясь на анализе архивных документов, историки убедительно доказали, что князья Ромодановские никакого отношения к названному их именем зданию не имели. На самом деле двухэтажный деревянный воеводский дом находился в другом месте — в самом центре древнего Курска на территории Курской крепости и до наших дней не сохранился.

### Жилище монахов Троицкого монастыря
Также существовало предание, что в этом доме жили монахи располагавшегося рядом Троицкого монастыря. Однако ни в одном из церковных документов XVII—XVIII веков сведений о большом каменном двухэтажном здании рядом с храмом не обнаружено.

### Наружная лестница
Считалось, что с северной стороны здания имелась открытая каменная лестница, ведущая на второй этаж. Археологами её следов не было обнаружено.

### Заточение Степана Разина
Согласно очередному преданию, 21 мая 1671 года в этот дом был доставлен в кандалах предводитель народного восстания Степан Тимофеевич Разин вместе со своим братом Фролом и оставлен на одну ночь прикованным цепью к стене в обширных и глубоких подвалах дома. Здесь же они были переданы курскому воеводе Ромодановскому и под конвоем отправлены в Москву.
Исследования, проведенные на территории усадьбы московским археологом М. В. Фроловым в 1987—1988 годах, показали, что самой ранней возможной датой постройки здания является середина — вторая половина XVIII века. Таким образом, в 1671 году дом ещё не существовал.

## Комментарии
1. ↑  Постановление Совета Министров РСФСР № 1327, приложение 1 от 30 августа 1960 года[6].